# Astreopora monteporina
Espèce
Astreopora monteporina est une espèce de coraux de la famille des Acroporidae.

## Publication originale
- (en) Carden C. Wallace, Emre Turak et Lyndon DeVantier, « Novel characters in a conservative coral genus: three new species of Astreopora (Scleractinia: Acroporidae) from West Papua », Journal of Natural History, Taylor & Francis, vol. 45, nos 31-32,‎ août 2011, p. 1905-1924 (ISSN 0022-2933 et 1464-5262, DOI 10.1080/00222933.2011.573098).